# Alla ricerca del Cristallo Arcobaleno
Alla ricerca del Cristallo Arcobaleno (スペースオズの冒険?, Supēsu Ozu no bōken) è una serie anime giapponese prodotta da E&G Films e Enoki Films, rivisitazione moderna e fantascientifica del romanzo Il meraviglioso mago di Oz di Lyman Frank Baum. La serie è stata trasmessa in Giappone dal network TV Tokyo a partire da ottobre 1992; in Italia è stata trasmessa a partire da luglio 1995 da Italia 1 e non è più stata replicata.

## Trama
La storia ricalca quella originale del romanzo Il meraviglioso mago di Oz rivisitata in chiave fantascientifica ed ambientata nell'anno 2060. Il mondo magico di Oz è in realtà una galassia che Dorothy e il suo inseparabile cagnolino raggiungono con un'astronave. La galassia di Oz era un tempo soggiogata dalla terribile strega Glumilda, ma il dottor Oz era riuscito a scacciarla. La perfida strega alla testa di un grande esercito adesso vuole riprendere il potere, ma il suo piano viene sventato dall'arrivo di Dorothy. Il pericolo è temporaneamente passato, ma il dottor Oz sa che la strega ritornerà presto; Dorothy e i suoi amici, lo spaventapasseri, l'uomo di latta ed il leone, dovranno quindi iniziare la ricerca del mitico "Cristallo Arcobaleno", una pietra dai magici poteri che riuscirà ad allontanare per sempre la malvagia Glumilda dalla galassia.

## Edizione italiana

### Sigla
La sigla iniziale e finale, dal titolo Alla ricerca del Cristallo Arcobaleno, musica di Carmelo Carucci, testo di Alessandra Valeri Manera è cantata da Cristina D'Avena.

### Doppiaggio
| Personaggi        | Voce giapponese | Voce italiana       |
| ----------------- | --------------- | ------------------- |
| Dorothy           | Mariko Kōda     | Lara Parmiani       |
| Dottor Oz         | Shōzō Iizuka    | Sante Calogero      |
| Strega Glumilda   | Noriko Kamimura | Marisa Mazzoni      |
| Regina            | Kumiko Takizawa | - non disponibile - |
| Principessa Shera | Yuri Amano      | - non disponibile - |

### Episodi
| Nº | Titolo italiano Giapponese 「Kanji」 - Rōmaji                                                            | In onda          | In onda |
| Nº | Titolo italiano Giapponese 「Kanji」 - Rōmaji                                                            | Giapponese       |         |
| 1  | Dorothy si perde nel mondo di Oz 「ドロシー オズワールドに 漂流する」 - doroshi ozuwarudo ni hyōryū suru | 5 ottobre 1992   |         |
| 2  | Il segreto del re di Oz 「オズ大王の イガイな秘密」 - ozu daiō no igai na himitsu                        | 12 ottobre 1992  |         |
| 3  | Il mistero dell'Impero di Cristallo 「クリスタル帝国の謎」 - kurisutaru teikoku no nazo                  | 19 ottobre 1992  |         |
| 4  | Un eroe vigliacco 「世界一の臆病ヒーロー」 - sekaiichi no okubyō hiro                                    | 26 ottobre 1992  |         |
| 5  | La bella addormentata di Mangabu 「マンガブーの眠り姫」 - mangabu no nemurihime                          | 2 novembre 1992  |         |
| 6  | Un cuore per Chopper 「チョッパーのハート」 - choppa no hato                                             | 9 novembre 1992  |         |
| 7  | Dammi il tuo fascino! 「ファッションはおまかせ!」 - fasshon haomakase !                                  | 16 novembre 1992 |         |
| 8  | Baby-sitter in crisi 「ベビーシッタークライシス」 - bebishittakuraishisu                                 | 16 novembre 1992 |         |
| 9  | La promessa di Yabor 「岩男ヤボーとの約束」 - iwao yabo tono yakusoku                                    | 23 novembre 1992 |         |
| 10 | Scrapper 「スクラッパーのスクラピア」 - sukurappa no sukurapia                                           | 30 novembre 1992 |         |
| 11 | Il Grand Prix dello spazio 「カー惑星のグランプリ」 - ka wakusei no guranpuri                            | 7 dicembre 1992  |         |
| 12 | Un Babbo Natale per Dorothy 「ドロシーのサンタクロース」 - doroshi no santakurosu                        | 14 dicembre 1992 |         |
| 13 | La ragazza di Chopper 「チョッパーの心の恋人」 - choppa no kokoro no koibito                             | 25 dicembre 1992 |         |
| 14 | Fuga dal videogioco 「ゲーム惑星からの脱出」 - gemu wakusei karano dasshutsu                             | 4 gennaio 1993   |         |
| 15 | Un compleanno da brividi 「恐怖のバースデイ」 - kyōfu no basudei                                         | 11 gennaio 1993  |         |
| 16 | Missione sul pianeta dell'Acqua 「水惑星救出大作戦」 - mizu wakusei kyūshutsu daisakusen                 | 18 gennaio 1993  |         |
| 17 | La guerra del paese dei giocattoli 「おもちゃの国の戦争」 - omochano kuni no sensō                       | 25 gennaio 1993  |         |
| 18 | Il mostro 「怪物まめでパニック」 - kaibutsu mamede panikku                                               | 1º febbraio 1993 |         |
| 19 | Il parco dei divertimenti 「レジャーランドは大にぎわい」 - rejarando ha dai nigiwai                      | 15 febbraio 1993 |         |
| 20 | La pianta di papà 「パパと守った星」 - papa to mamotta hoshi                                             | 22 febbraio 1993 |         |
| 21 | La leggenda di capitan Garo 「キャプテン・ガロの伝説」 - kyaputen . garo no densetsu                     | 1º marzo 1993    |         |
| 22 | Ritorno ad Alerit 「アルヘリヒト故郷に帰る」 - aruherihito kokyō ni kaeru                                | 8 marzo 1993     |         |
| 23 | Glumilda star del cinema 「映画スター・グルーミルダ」 - eiga suta . gurumiruda                           | 22 marzo 1993    |         |
| 24 | L'incontro col dottor Oz 「ドクター・オズとのめぐりあい」 - dokuta . ozu tonomeguriai                    | 2 aprile 1993    |         |
| 25 | La Regina dell'Ovest 「西の魔女の復活」 - nishi no majo no fukkatsu                                      | 4 aprile 1993    |         |
| 26 | Il miracolo del Cristallo Arcobaleno 「レインボークリスタルの奇跡」 - reinbokurisutaru no kiseki         | 4 aprile 1993    |         |